# Odlotowe agentki
Odlotowe agentki (ang. Totally Spies!, 2001-2014) – kanadyjsko-francuski serial animowany, wyprodukowany przez studio Marathon.
Wersja polska produkcji została opracowana przez: IZ-Text Katowice (sezony 1–5), Master Film (sezon 6) oraz Iyuno Polska (sezon 7). 
W latach 2002–2004 serial nadawany był przez kanał Fox Kids, a od 2005 do 2009 roku przez Jetix. Od 1 marca do 30 listopada 2011 serial był wyświetlany na kanale Disney XD, od 30 stycznia 2012 był emitowany także w Disney Channel, a od 3 czerwca 2013 – na kanale Nickelodeon Polska.
W latach 2005–2006 serial został wyróżniony nagrodą na gali Jetix Kids Awards Polska w kategorii „Najlepszy serial Jetix”. 
Pierwszy sezon serialu składający się z 26 odcinków, dostępny jest również na platformie VOD Netflix.
Na początku 2022 roku poinformowano o produkcji siódmego sezonu, który stanowi reboot historii z pierwszych sześciu serii. Polska premiera nowej serii odbyła się 25 listopada 2024 na antenie stacji Cartoon Network oraz w serwisie Max.

## Fabuła
Bohaterkami są trzy uczennice liceum w Beverly Hills: rudowłosa intelektualistka Sam, blond zakupoholiczka i flirciara Clover oraz urocza brunetka Alex. Dziewczyny mają rywalkę, Mandy, która jest najbardziej znienawidzona przez Clover, gdyż obie walczą ze sobą o status najpopularniejszej dziewczyny w szkole. Po ukończeniu liceum podejmują studia na Uniwersytecie Mali-U.
Nastolatki pracują dla tajnej, Światowej Organizacji Ochrony Ludzkości (WOOHP, World Organization of Human Protecting), której założycielem i szefem jest Jerry Lewis. Z czasem dołączają do elity agentów dzięki awansowi na Superagentki.
Z fabułą serialu powiązany jest inny serial animowany produkcji Marathon o nazwie Superszpiedzy, który również opowiada o agentach WOOHP.

## Bohaterowie

### Agenci WOOHP
- Samantha „Sam” Simpson – najrozważniejsza i najdojrzalsza z całej trójki. Jest bystra, uczy się najlepiej w całej szkole. Doskonale walczy. Mocno stąpa po ziemi i większość misji jest pod jej nadzorem.
- Clover Enwing – sprytna i najbardziej kochliwa z całej trójki. Stale rywalizuje z Mandy o tytuł najpopularniejszej dziewczyny w szkole. Ma spore powodzenie u chłopców.
- Alexandra „Alex” Vasquez – najwrażliwsza, najbardziej delikatna i wysportowana, ale też dziecinna z całej trójki.
- Jerry Lewis – założyciel agencji WOOHP, przyjaciel i opiekun agentek. W pierwszej serii był bardzo poważny, z czasem przybyło mu poczucie humoru. Ma brata bliźniaka Terence’a, który jest wrogiem Jerry’ego. Ich matka w młodości była superbohaterką.
- Britney – agentka WOOHP wyszkolona przez Sam, Clover i Alex.
- Dean – agent WOOHP.
- Blaine – były chłopak Clover. Jest wysportowany i doskonale walczy.
- Gabriella „Gabby” Simpson – matka Sam.
- Stella Enwing – matka Clover.
- Carmen Vasquez – matka Alex.

### Neutralni
- Mandy – jedna z najpopularniejszych uczennic w szkole, która stale walczy z Clover o tytuł najpopularniejszej dziewczyny. Zawsze jest pewna swojej wyższości. Znienawidzona przez agentki. Jej najlepszymi przyjaciółkami są Catlin i Dominique. W odcinku Ostrożnie z kawą przypadkowo podążyła za Sam, Clover i Alex do gabinetu Jerry’ego, który w rezultacie wcielił ją do zespołu agentów; nosiła fioletowy kombinezon i wzięła udział w tropieniu baristy, jednak Jerry wykasował jej pamięć, gdy oświadczyła, że chce zrezygnować z kariery agenta. W wielu odcinkach pełni rolę złoczyńcy (m.in. Skok w przyszłość, Atak wielkiej Mandy, Totalnie zdemaskowane).

### Złoczyńcy

#### L.A.M.O.S.
- L.A.M.O.S. – przestępcza organizacja powołana w odcinku O trzy za dużo przez Terence’a „Terry’ego” Lewisa, który podczas swej ucieczki z więzienia (odc. Awans) uwolnił Tima Scama, Helgę von Guggen i Myrnę Beesbottom, a także zaprosił do współpracy Boogie Gusa. Cała piątka stanowiła zespół, którego celem było pokonanie WOOHP. Siedzibą spiskowców była zaniedbana łódź podwodna stacjonująca niedaleko plaży Longbeach. W odcinku Zły Jerry przejęła na krótko władzę nad WOOHP, jednak akcja zakończyła się klęską, po której Tim Scam i Myrna Beesbottom zostali aresztowani razem z Helgą von Guggen; ta ostatnia zdołała jednak uciec i wspólnie z Terence’em i Boogie Gusem uczestniczyła w ostatniej akcji L.A.M.O.S. przeciwko agencji, po której niepowodzeniu trafili do więzienia, a organizacja przestała w ten sposób istnieć – miało to miejsce w odcinku Do agentek niepodobne.
- Terrence „Terry” Lewis – brat bliźniak Jerry’ego, który w dzieciństwie utrzymywał z nim dobre relacje aż do egzaminu na zakończenie klasy IV, podczas którego zostali przyłapani na ściąganiu od siebie; Jerry zrzucił wówczas winę na swego brata, który w następstwie tego czynu zapałał nienawiścią i chęcią zemsty na nim, oskarżając go o zniszczenie mu życia; dzięki operacjom plastycznym przestał być podobny do niego; zadebiutował w odcinku Awans, w którym pełnił funkcję portiera w rezydencji szkoleniowej dla Superagentów; po nieudanej próbie zabicia jej kadetów porwał jednego z nich – Deana; zagroził agentkom, że zabije ich towarzysza, jeśli wbrew jego rozkazowi nie zlikwidują Jerry’ego i nie przyniosą ukrytego w jego ciele mikrochipu; razem z najętym do współpracy Deanem użył chipu, by uaktywnić na swoje usługi armię agentorobotów, których celem było zniszczenie budynku Agencji; wskutek zdrady Deana został pokonany przez agentki i Jerry’ego; po powołaniu L.A.M.O.S. stał na jej czele aż do ponownego uwięzienia w zakładzie karnym WOOHP.
- Tim Scam (Tim Okrutnik) – były ekspert od broni WOOHP, który pracował dla Agencji 20 lat przed wydarzeniami z odcinka Nowy Jerry. Został zwolniony z agencji za nielegalne wykorzystywanie technologii wywiadu. Jerry Lewis osobiście aresztował go, kiedy podjął nieudaną próbę kradzieży pieniędzy; w odcinku Nowy Jerry uwięził Jerry’ego w kosmosie, zastępując go na stanowisku szefa agencji jako Mac Smith; kiedy agentki odkryły jego prawdziwą tożsamość, je również zesłał w przestrzeń kosmiczną, po czym przystąpił do osuszania całej ziemi z wody za pomocą stworzonego przez siebie wynalazku – Odparowywacza Wody; został unieszkodliwiony przez Jerry’ego. W odcinku Dzień Matki uciekł z więzienia, by zemścić się na agentkach: założył ich matkom skonstruowane przez siebie bransoletki, które przeprogramowały umysł kobiet tak, by słuchały się tylko Tima Scama; na jego rozkaz miały zabić swoje córki, lecz dzięki Sam został przez nie pobity. W odcinku Wielki bałagan stworzył plazmową substancję o nazwie „Scamlar”, która przybierała postać dotkniętej przez siebie osoby, stając się jej agresywnym, uzbrojonym i zmiennokształtnym klonem; twory Scamlara miały wyeliminować Jerry’ego i agentki. W odcinku Zły Jerry umieścił DNA Terence’a w czekoladkach, które wysłał Jerry’emu; po spożyciu ich szef Agencji przeszedł na stronę L.A.M.O.S., gdyż jego charakter stał się kopią osobowości Terence’a; to samo usiłował uczynić z agentkami, zmuszając je do wypicia mleka z DNA Terence’a.
- Helga von Guggen – niemiecka projektantka mody, której kreacje stały się niemodne w 1994; w odcinku Bestie na wybiegu porwała pasażerów luksusowego jachtu „Julia” i przy pomocy swego asystenta Trode’a wszczepiła do ich organizmów DNA zwierząt, aby mogła pozyskiwać z ich skóry materiał na bezcenne futra; została powstrzymana przez agentki, jednak uciekła z więzienia w odcinku Tajemnicza projektantka i pod pseudonimem Mystique rozpoczęła sprzedaż nowej marki ubrań; w dniu publicznego ujawnienia swojej tożsamości uruchomiła mechanizm, który kurczył wykonane przez nią ubrania – w ten sposób miała zamiar unicestwić ich właścicieli w ramach zemsty za odrzucenie projektowanej przez nią odzieży po 1994, ale jej plany zostały ponownie udaremnione przez agentki; w odcinku Do agentek niepodobne stworzyła bransoletki, które usunęły u Sam, Alex i Clover pamięć o ich pracy w WOOHP.
- Boogie Gus – afroamerykański dozorca pracujący w WOOHP, który w odcinku Podróże w czasie wykradł chronoportacyjne urządzenie, aby przenieść się do lat 70. i uniemożliwić Jerry’emu założenie Agencji, powołując na jej miejsce Światową Organizację Krzywdzenia Ludzkości; w odcinku O trzy za dużo odmówił wstąpienia do L.A.M.O.S. ze względu na warunki panujące w siedzibie organizacji, jednak w odcinku Nie znoszę lat 80-tych! powrócił jako wynalazca broni, która odmładzała ludzi o 10 lat; w odcinku Zły Jerry umożliwił ucieczkę członkom L.A.M.O.S., z której udało się skorzystać jedynie Terence’owi.
- Myrna Beesbottom – agentka WOOHP, która przeszła w stan spoczynku po wzorowej służbie; zadebiutowała w odcinku Totalny kosmos, w którym pełniła neutralną rolę jako przysłana przez Jerry’ego opiekunka agentek w ich nowym domu; wprowadziła w ich życie rygor i dyscyplinę, ingerując w ich życie prywatne oraz zabraniając spotykania się z chłopakami; na ich prośbę pośpieszyła im z pomocą w kosmosie, ratując je przed pułapką Lady Luny; w odcinku Serce nie sługa została przestępczynią, aby przejąć stanowisko szefa WOOHP; włożyła Jerry’emu hipnotyzującą obrączkę, która sprawiła, że szef Agencji zapałał miłością do Myrny i wziął z nią ślub; Sam dowiedziała się prawdy o stanie Jerry’ego i wspólnie z Clover i Alex uniemożliwiły Myrnie utopienie Jerry’ego w wodospadzie; w odcinku O trzy za dużo stworzyła lojalne wobec niej plazmatyczne roboty, które stanowiły kopię agentek pod każdym względem – różniły się tylko płcią, przez co dziewczyny się w nich zakochały; zadaniem klonów, które przybrały imiona Scyler, Tyler i Wyler, było pozbawienie agentek energii życiowej, a następnie zamordowanie Jerry’ego.

#### Pozostali wrogowie
- Odc. 1: Sebastian Saga – były gitarzysta rockowy, który cieszył się w młodości sławą w świecie muzyki do czasu, kiedy w trakcie swego występu na koncercie doznał oparzeń wskutek skoku przez płonącą obręcz; zastąpił utraconą w ten sposób rękę mechaniczną protezą, która wraz z jego srebrnymi włosami stała się jego znakiem rozpoznawczym; po tym incydencie został producentem muzycznym odpowiedzialnym za dystrybucję nagrań piosenkarza Ricky’ego Mathisa; w odcinku Muzyczna misja razem z jego menedżerem – Philem Jenkinsem – usiłował przejąć władzę nad światem, umieszczając w płytach z muzyką Mathisa hipnotyzujące sygnały, które zmuszały słuchaczy do bezmyślnego posłuszeństwa; w odcinku Techno Party został didżejem, który ponownie hipnotyzował ludzi swą muzyką; aby zemścić się na agentkach, zmieniał słuchaczy w wandali, którzy niszczyli ulubione miejsca zainteresowań Sam, Clover i Alex, a jednym z nich miało być ich liceum.
- Odc. 2: Makeda – księżniczka fikcyjnego północnoafrykańskiego państwa Lirobia, siostra królowej Tassary i druga osoba w kolejce do tronu; w odcinku Jednodniowa królowa w tajemnicy sprzymierzyła się z generałem G. Bege – dowódcą armii Keniopii, która toczyła długą wojnę z Lirobią; oboje planowali porwać Tassarę, by uniemożliwić jej podpisanie traktatu pokojowego w Genewie – dzięki temu Keniopia wygrałby wojnę dzięki antygrawitacyjnej broni Makedy, ona sama zaś zostałaby królową obu krajów.
- Odc. 4: Dr. Hephaestus – wulkanolog, którego ciało zostało oszpecone wskutek kontaktu z lawą; aby ludzie na całym świecie wyglądali jak on, w odcinku Wakacyjny sprawdzian postanowił w swej kryjówce na Hawajach doprowadzić do erupcji wulkanów w różnych częściach Ziemi; postać ta okazała się być wymyślona przez Jerry’ego, który wcielił się w nią, aby poddać agentki testowi ich umiejętności; rolę wspólników Hephaeustusa grali agenci WOOHP.
- Odc. 5: Lester Crawley – naukowiec, który jako woźny w Instytucie Biologii wykorzystywał morskie zwierzęta do nielegalnych badań nad lekiem przeciwko zanikowi pamięci; został za to aresztowany, jednak uciekł, by w tajemnicy przed światem założyć Podwodny Ośrodek Badawczy Lestera Crawleya, a następnie stworzyć istoty usuwające pamięć zaatakowanych przez nie osób; za ich pomocą chciał w odcinku Połykacz Pamięci pogrążyć świat w chaosie i zostać panem wszystkich umysłów.
- Odc. 6: Czarny Rycerz – pochodzący z Malibu potomek rodu, który w XI wieku przegrał walkę o tron Anglii; w odcinku Średniowieczna pułapka wykradł chronoportacyjną technologię i porywał naukowców, aby przenieść się w czasie i odebrać koronę królowi Anglii, a następnie zdobyć władzę nad resztą świata dzięki potężnej broni; miał zamiar rządzić razem z Clover, którą uczynił wbrew jej woli swą królową.
- Odc. 7: Ambasador Tropokistanu – dyplomata, który w odcinku Porwanie porywał wybitnych naukowców, a następnie przenosił ich wiedzę do mózgu swego syna Percivala – ucznia liceum w Beverly Hills – aby stał się on najmądrzejszym dzieckiem świata.
- Odc. 8: Vladimir Kozyrew – rosyjski producent zabawek, które odeszły w zapomnienie po szczycie swej popularności wśród dzieci w latach 70.; aby przywrócić zainteresowanie swoimi wyrobami, Kozyrew w odcinku Niebezpieczna zabawa zaczął rozsyłać zabawki, którym zaprojektował mechanizm cofający w rozwoju dorosłych ludzi – po kontakcie z przedmiotem osoby nabierały zachowań i charakteru małych dzieci.
- Odc. 9: Macker Kasiarz – włamywacz, który zaginął podczas ucieczki z miejsca przestępstwa, kiedy był ścigany przez Sam, Clover i Alex; podczas gonitwy wyrwał agentkom pukle włosów, z których wyhodował armię lojalnych klonów w odcinku Włamywaczki; wykorzystał je, by okryć agentki niesławą, a następnie okraść banki w wielu rejonach świata.
- Odc. 10: Tuesday Tate – była modelka, która cieszyła się sławą do czasu, gdy straciła nogę wskutek ataku lwa podczas sesji wśród tych ssaków; w odcinku Modelki na zamówienie wspólnie z asystentem Helmetem porywała znane modelki i kradła ich najlepsze części ciała, aby stworzyć najpiękniejsze modelki świata.
- Odc. 11: Vince King – były kulturysta, który po serii sukcesów zajął się prowadzeniem telewizyjnego reality show o nazwie Gladiatorzy kręconego na Wyspie Strachu; w odcinku Gladiatorki kontrolował umysły uczestników konkursu o Mistrzowski Pas za pomocą obroży temperamentu.
- Odc. 12: C.H.A.D. – komputer stworzony przez wybitnego informatyka Adama, który w odcinku Potwór w Krzemowej Dolinie wykorzystywał go do wcielania w życie zemsty na swoich wrogach; został zniszczony przez Adama po tym, gdy przejął kontrolę nad ciałem swego stwórcy.
- Odc. 13: Dr Inga Bittersweet – była sprzedawczyni wyrobów cukierniczych, którą zwolniono za spożywanie ciastek przeznaczonych do sprzedaży; w ramach odwetu w odcinku Ciasteczka szczęścia rozpoczęła produkcję „Ciasteczek Szczęścia”, które zawierały w sobie silnie uzależniającą substancję.
- Odc. 14: Dr Kurczysiłek (Diminutive Smalls) – były naukowiec pracujący dla WOOHP, gdzie wraz z asystentami Sinclairem i Sally prowadził badania nad stworzeniem maszyny zwiększającej siłę poprzez redukcję masy; gdy wskutek awarii urządzenia cała trójka została skurczona do półmetrowych rozmiarów, Kurczysiłek razem ze swoimi asystentami postanowił zemścić się i w odcinku Mały problem zaczął używać swego wynalazku do kradzieży światowych zabytków poprzez zmniejszanie ich, jednak wskutek interwencji agentek zespół został porażony własną bronią i zmniejszony do rozmiarów dłoni; w odcinku Atak wielkiej Mandy uciekł z więzienia, aby zemścić się na agentkach; zmienił Clover i Mandy w agresywne olbrzymy, które podczas walki ze sobą niszczyły otoczenie.
- Odc. 15: Dr Sagan Hawking – zapanowała nad armią obcych i zmusiła ich do porywania ludzi. Przestałaby porywać, jeśli wszystkie kraje oddałyby swoje bogactwa. Była szefem organizacji GOPER (Globalna Organizacja Pozyskiwania Energii Radiowej).
- Odc. 17: Landrynka/Candy Sweet – porwała drużynę cheerleaderek „Pszczółki” i zbudowała roboty „Czarne Wdowy”. Przekopiowała ruchy pszczółek i wgrała je Czarnym Wdowom, aby mogły same wystartować w pokazach cheerleaderek. Była to jej zemsta za to, że nie przyjęto jej do Pszczółek. Później w odcinku „Konkurentki” zrobiła pranie mózgów cheerleaderek za pomocą płyty DVD.
- Odc. 18: James – przestępca, syn genialnego naukowca, który wynalazł miksturę czyniącą osobę, która jej zażyje, niewidzialną. James chciał tę miksturę wykraść. Podał się za nowego ucznia i zdobył serce Sam, która bez wahania pomogła mu wypełnić jego plan.
- Odc. 19: Carla Wong/Kobieta Smok – stworzyła komputer pochłaniający najsławniejszych sportowców świata, by ci stali się głównymi bohaterami jej dość kontrowersyjnych gier komputerowych, po pokonaniu została pochłonięta i uwięziona przez Jerry’ego Lewisa w grze na zawsze.
- Odc. 20: Edison & Pam, Alice i Crimson – Pam, Alice i Crimson to dawne agentki WOOHP porwane przez Edisona na całe 7 lat. Wszczepiając im chipy kontrolujące umysł wykorzystał je do niszczenia światowych elektrowni.
- Odc. 21: Wielki Kandinsky – były czarodziej i iluzjonista. Dzięki swym magicznym sztuczkom kradł słynne dzieła sztuki.
- Odc. 22: Simon Tucker – założył armię niszczącą sklepy by, jak sam stwierdził „uchronić świat od materializmu”. Bardzo przeżył stratę swojego małego sklepiku.
- Odc. 23: John Smith – dyrektor małej szkoły w Ocean Side. Wysysał młodość swoim uczniom dzięki wielkiemu kryształowi z Sumatry. Działał tak od roku 1208. Po pokonaniu jego, został z niego proch.
- Odc. 24: robot dr. Eisensteina – dr Eisenstein stworzył przed śmiercią robota na swoje podobieństwo. Ten porywał przywódców państw i zastępował ich robotami, by zmienić świat w gigantyczny park rozrywki.
- Odc. 25: Dr Gelee – stworzył gigantyczną maszynę ochładzającą jądro Ziemi, by zmienić świat w lodową pustynię.
- Odc. 26–27: Marco Lumière – ekscentryczny filmowiec. W pierwszej części swojego planu (odc. 26 – Gwiazdy na plan) porywał znane gwiazdy filmowe i zmuszał je do grania w jego filmach akcji. Stawką było ich życie. W odc. Narodziny szpiega porwał Alex i tym razem do gry aktorskiej zmusił Sam i Clover. Agentki musiały słuchać jego poleceń, by znaleźć i ocalić Alex. Później w odcinku Agent 0067 uciekł z więzienia i zmusił Jerry’ego do wyeliminowania wszystkich hollywoodzkich producentów.
- Odc. 28: prof. Elliot – upozorował swoje zniknięcie (jego pomocnicy uwierzyli, że zniknął z powodu klątwy Amunraha) i zaczął szukać trzech złotych skarabeuszy, by uczynić się nieśmiertelnym.
- Odc. 29: Felicja Grzywka – Otworzyła sieć salonów fryzjerskich o nazwie Wielki Obciach. W rzeczywistości porywała wszystkie klientki by następnie z ich włosów zrobić peruki. Próbowała też pozbawić włosów Clover co ostatecznie się jej nie udało. Pod koniec odcinka okazało się, że pozbawiała kobiety włosów tylko dlatego, że sama była łysa.
- Odc. 30: Dr W – to dawny pracownik Agencji, jego życiowym dziełem był projekt Mikro-Szpieg (szpiedzy stają się mikroskopijnych rozmiarów). Został zwolniony za eksperymenty na więźniach. Po kilku latach powrócił i wniknął do organizmu Jerry’ego, by móc go stamtąd kontrolować.
- Odc. 31: Trener reprezentacji Zanzibaru – skonstruował mechaniczne owady (zwiększające sprawność fizyczną) i wprowadzał je do organizmu swoich zawodników, by ci mogli wygrywać wszystkie konkurencje zimowej olimpiady.
- Odc. 32: Słoneczko – była modelka, zwolniona, gdy tylko agencja modelek spostrzegła na niej pierwszą zmarszczkę. Zbudowała wielki laser i wypalała dziury w warstwie ozonowej, by jej filtr przeciwsłoneczny lepiej się sprzedawał.
- Odc. 33: Natalie Valentine – dzięki swoim perfumom, rozkochała w sobie wszystkich mężczyzn z Nowego Jorku, a później także Jerry’ego.
- Odc. 34: kapela Boy Candy (T-Bone i reszta) – dzięki machinie zmieniającej twarze podszyli się pod sławny zespół Nastolaty, by jak sami przyznali „być znów na fali”.
- Odc. 35: Frankie Dude – były surfer, wytwarzał fale tsunami odrywając wielkie bloki lodu z Antarktydy. Nadawał tym samym plażom pierwotny, naturalny wygląd, gdyż takie nadają się do surfowania.
- Odc. 38: pani Quivers – jest to niania córki prezydenta – Madison. Kobieta porwała tę dziewczynkę i żądała okupu – uwolnienia jej męża z więzienia.
- Odc. 39: Ariel – chciała zawiązać „Ligę Sióstr” hipnotyzując kobiety swym wielkim rubinem. Okazało się, że kobiety, które wybierała, były ze sobą powiązane jakąś tajemniczą więzią. Mimo iż Sam potwierdza, że Ariel wróci, jak dotąd do jej powrotu nie doszło.
- Odc. 41: Lenor von Schram – Chora psychicznie, starsza kobieta z Austrii, która straciła kontakt z rzeczywistością. Przestała odróżniać realny świat od telewizyjnej fikcji i ubzdurała sobie, że akcja jej ulubionego serialu „Dzień szpiega” toczy się naprawdę. Porwała głównego aktora Teda Baily’ego, by chronić go przed Sinestro. A następnie uprowadziła Clover, która dostała w tym serialu rolę córki Sinestra, głównego czarnego charakteru. Mimo bycia chorą psychicznie, jest zaliczana do drużyny „groźnych bandytów” w jednym późniejszym odcinku.
- Odc. 42: Geraldine Husk & agenci SPI – Geraldine, kobieta, która nie została przyjęta w szeregi agentów WOOHP, zapragnęła zemsty na Jerrym i Agencji. Założyła SPI – grupę antyterrorystyczną i wyparła agencję WOOHP, odbierając jej przestępców do aresztowania. Jak się później okazało, sama organizowała ku temu przestępstwa.
- Odc. 43: Dr Lis – skonstruował działo, które daje zwierzętom ludzką inteligencję.
- Odc. 44: Lasputin 0 – stworzył krwiożercze liany, które żywiły się ludzkim mięsem.
- Odc. 45: Willard – szalony naukowiec, miał dość ciągłego pośpiechu, postanowił więc, że spowolni cały świat dzięki swojej maszynie spowalniającej molekuły.
- Odc. 46: Dr Gray – szalony psychiatra, który pomieszał umysły swoich dość monotonnych pacjentów.
- Odc. 47: Dr Gelee (dr Sopel) – w ramach zemsty na agentkach zepsuł im szkolną wycieczkę w góry.
- Odc. 48: Włamywacz – niewiele o nim wiadomo. Wkradł się do Międzynarodowego Biura Informacji i chciał wykraść ważne dokumenty państwowe.
- Odc. 49: Eugen Smutek – (Chat, Marco) – Szalony Romantyk. W przeszłości jego ukochana porzuciła go i odtąd się mści. Chciał rozkochać w sobie wszystkie dziewczyny z Beverly Hills (W tym Sam i Alex), a następnie porzucić je w Dzień Zakochanych – Walentynki. Tylko Clover mu nie uległa. Maminsynek, który boi się własnej matki, dzięki temu Clover skazała go na nią zanim oddała go do więzienia.
- Odc. 50: Wink & Margie – dzięki kapsułom wysysających rozum Wink przepompowywał wiedzę z mózgów geniuszy (również Sam) do mózgu Margie. Dzięki temu zdobyliby 10 000 000 $ w teleturnieju „Mózgowcy”.
- Odc. 52: Zabawki & Seth – Seth wykradł tajny wojskowy chip i wszczepił go zabawkom własnej konstrukcji. Zabawki wymknęły się spod kontroli i zaczęły siać spustoszenie. Wkradły się nawet do Budynku Zjednoczonych Krajów, by wywołać światową wojnę.
- Odc. 53: Major Snell – astronauta, który zaginął w kosmosie wiele lat temu podczas nieudanej misji. Teraz mści się „niszcząc” ziemską grawitację, by wszyscy poczuli stan nieważkości, który major znosił przez wiele lat.
- Odc. 54: Chłopiec Ośmiornica – człowiek z genetyczną wadą, mianowicie ma 4 ręce. Stwierdził, że w dzisiejszych czasach nikt nie szanuje cyrku. Stworzył więc lustra które zamieniały ludzi w cyrkowe dziwadła, by wszyscy zaczęli szanować cyrk.
- Odc. 55: Tetsuo Takara – prezes japońskiej firmy gier komputerowych „Tetsuo Inc.”. Znalazł w Internecie pewnego wirusa komputerowego, który sprawiał, że ludzki mózg zachowywał się jak komputer.
- Odc. 56: Miss Lady Luna – była ekspertka od astrologii, zemściła się, że jej nie wybrano do załogi kosmonautów.
- Odc. 58: Barista – nie jest znane jego imię. Barista, czyli po prostu facet od kawy, porywał studentów i hipnotyzując ich swoją hipnotyzującą kawą, zmuszał ich do wydobywania ziaren kawy. Następnie, chciał zalać kawą cały świat.
- Odc. 60: Felicity Fensis – jest córką miliardera, przez co jest niewyobrażalnie bogata. Mieszka na własnej wyspie o nazwie Proasis. Dzięki robo-gladiatorom porywała najprzystojniejszych mężczyzn na świecie, gdyż znudziły się jej prezenty od tatusia typu: samochody, ubrania, biżuteria itp.
- Odc. 61: Dash Dawson – przystojny bandyta, ukradł wiele wartościowych przedmiotów, np. pierścień Kocie Oko. Tajemniczo zaginął podczas próby schwytania go przez agentki, lecz powrócił.
- Odc. 61: Arnold – znalazł pierścień Kocie Oko, stając się przystojnym chłopakiem. Pierścień totalnie go zaślepił, a Arnold wysysał nim dobre cechy z ludzi, stając się fajniejszym. Ostatecznie pierścień został zniszczony, a Arnold wrócił do normy.
- Odc. 62: Ulrik Wernerstein – kulturysta, który po powrocie do branży stworzył uzależniające batoniki, które podawał kulturystom. Mieli je jeść, a później wybuchnąć.
- Odc. 63: Dr Logan Jay – szalony dentysta, chciał się zemścić na swoich pacjentach, gdyż jeden z nich (prezydent USA) zwolnił go z funkcji. Prezydent oskarżył go o złe leczenie, lecz sam się do tego przyczynił, źle stosując jego preparat.
- Odc. 64: Willard – za wcześniejsze wybryki (patrz odc. 45) został skazany na odsiadkę na supertajnej wyspie-więzieniu Agencji. Gdy jego największy wróg, czyli agentka Britney przelatywała nad tą wyspą, ściągnął jej samolot swoim spowalniającym promieniem, by móc stamtąd uciec.
- Odc. 65: Pani Paragon – założyła obóz „Więcej, osiągnij więcej” dla utalentowanych nastolatków. Następnie kradła talenty obozowiczom i przekazywała je sobie.
- Odc. 66: G.L.A.D.I.S. & Mózg – G.L.A.D.I.S. stała się zła poprzez wylanie na nią soku żurawinowego przez Alex. Zaczęła kontrolować cały budynek Agencji. Okazało się również, że wszystkie myśli G.L.A.D.I.S. zostały zaczerpnięte od szalonego naukowca zwanego Mózg.
- Odc. 67: Siergiej Cyberia – cybernetyczny złodziej.
- Odc. 67: Geraldine Husk – tym razem podła Geraldine uczyniła z Clover „maszynę” i zbuntowała ją przeciwko Agencji. Mieszkała na zbudowanej przez siebie wyspie najeżonej pułapkami.
- Odc. 68: kapitan Hayes – cierpi na oddawanie hołdu gwiazdom(inne języki). Został kapitanem potężnego statku powietrznego BlingJet, na który zwabił podstępem gwiazdy znane z poprzednich odcinków (i nie tylko). Zamierzał nieskończenie przemierzać przestworza wraz ze swoimi idolami.
- Odc. 69: Max Exterminus – dawniej tępiciel owadów, teraz ich król. Wszczepił sobie owadzie DNA, przez co wyglądał jak hybryda robaka i człowieka. Miał zamiar spuścić ogromną bombę z owadzią trucizną, lecz zginął w jej wybuchu.
- Odc. 70: Cyryl Hirsey – stworzył serum prawdy, by skłonić gwiazdy do wyjawienia ich największych tajemnic, co przydało się do jego brukowca „Wielkie plotki”.
- Odc. 71: Yin-Yang – znawca Feng-Shui, wkradł się do Agencji i wykorzystał jej wyposażenie, hipnotyzując Jerry’ego. Chciał połączyć ziemskie kontynenty w coś w rodzaju Pangei.
- Odc. 73: Mandy & Duch dzielnicy Vista Verde – Mandy wywołała ducha w noc Halloween, przyczyniając się tym samym do oblężenia całej dzielnicy przez armię zombie.
- Odc. 74: Shirley – znana z odc. Koncertowa misja trenerka jogi. Zahipnotyzowała swoich byłych uczniów, by wyeliminować konkurencję, np. Kung Fu Fondue.
- Odc. 75: prof. Link – chciał uczynić siebie mądrzejszym poprzez zwiększenie mózgu, lecz uzyskał odwrotny skutek. Zatem zmieniał wszystkich ludzi w jaskiniowców, by zostać najmądrzejszym człowiekiem na kuli ziemskiej.
- Odc. 84: Dyrektor Charleston – dyrektor Akademii Płetwa. Chciał zamienić wszystkich w delfiny, by mieli więcej szacunku do matki natury.
- Odc. 87: Geraldine Husk – uczyniła z Arnolda swojego sługę i chciała zemścić się na agentkach.
- Odc. 89: Jazz Hands – mim. Został wykluczony, ponieważ nie zrozumiano jego geniuszu, więc uciszył cały świat zamieniając wszystkich w mimów.
- Odc. 90: Manny Wong – były manicurzysta. Porwał swoje byłe klientki by zniszczyć „Mega Mani Manię”. Później jako Manny Ostry Pazur w odcinku „Wyspa złoczyńców” wraz z Yvesem Montem Blancem i Violet Vanderfleet miał zostać przeniesiony do więzienia na wyspie.
- Odc. 91: Violet Vanderfleet – botaniczka. Chciała zniszczyć męską połowę świata za to, że mężczyźni ją odrzucili. Później w odcinku „Wyspa złoczyńców” wraz z Mannym Ostrym Pazurem i Yvesem Montem Blancem miała zostać przeniesiona do więzienia na wyspie, postanowiła zniszczyć agentki i uwolnić więźniów WOOHP.
- Odc. 92: Milan Stilton – chciała być pierwsza na liście najbogatszych i pozbyć się konkurencji.
- Odc. 93: Lodziarz – chciał zamrozić Beverly Hills z powodu krytyki jego lodów.
- Odc. 95: Miss Próżności – była królowa piękności, jej branża została odrzucona z powodu tego, że ludzie zbyt dużą uwagę zwracają na wygląd.
- Odc. 98: Kyle Katz – przebiegły złodziej, ukradł wszystkie najcenniejsze klejnoty na świecie, w tym perłę z Uzbekistanu.
- Odc. 99: Bonita Bikham – w przeszłości chciała być świetną zawodniczką, ale wyrzucono ją z mistrzostw piłki nożnej, ponieważ nie miała zabójczego instynktu.
- Odc. 100: Farmer John (i jego synowie) – Wegetarianin. Chciał zniszczyć Sam, Clover i Alex na swojej Farmie oraz zamienić wszystkich ludzi w warzywa, bo nienawidził mięsożerców. Ostatecznie został pokonany przez Clover.
- Odc. 101: Ziggy – lider zespołu Alfa Centauris. Porwał członków swojego zespołu aby rozpocząć solową karierę.
- Odc. 102 – 104: Mandy, Caitlin, Dominique i Szalony Wynalazca – Szalony Wynalazca stworzył serum do niszczenia Agencji. Po schwytaniu go Alex przypadkowo wrzuciła go do basenu Mandy. Mandy, Caitlin i Dominique po kąpieli stały się złe i ich jedynym celem było zniszczenie Sam, Clover i Alex. W tym odcinku mamy agentek dowiedziały się, że ich córki pracują w agencji i na końcu odcinka same zostały agentkami i razem pokonały gang Mandy.
- Odc. 108: Babcia i Papa (Oraz ich wspólniczka) – Babcia to wyjątkowo przebiegła 80-letnia złodziejka. W tym odcinku Sam, Clover i Alex miały ją konwojować do więzienia jednak Babcia uciekła, po czym zebrała swój gang i ponownie próbowała okraść ten sam bank, który obrabowała 30 lat temu.
- Odc. 109: Sklepowy Szczur i Blaine – Sklepowy Szczur to facet z DNA szczura. Okradał lokale publiczne np. centra handlowe czy supermarkety. Blaine dostał rozkaz od swojego zleceniodawcy (od Geraldine Husk) zabicia Clover myśląc, że przeszła na złą stronę. Po nieprzyjacielskiej walce Blaine zrozumiał, że Clover wcale nie jest zła.
- Odc. 110: Geraldine Husk – Na stworzonej przez siebie wyspie próbowała zniszczyć Clover i Blaine’a za pomocą swoich mięsożernych roślin. Chciała zniszczyć życie Clover, bo roztrzaskała samochód Alex, ukradła esej Sam oraz ukradła tajną broń agencji. Geraldine Husk była kiedyś agentką, ale została zwolniona.
- Odc. 111: Muffy Peprich (i jej niewolnice) – Muffy ukradła kontrolujący chip z rządowego laboratorium. Pomoże jej to utworzyć bractwo studentek PEP (Pozytywne, Entuzjastyczne, Proprzyjacielskie). Do bractwa zapisuje się Clover, ale również Mandy i Mindy. Członkinie otrzymały broszki z mikrochipami i robiły wszystko na rozkaz Muffy (obława na SAS, GAG...). Później do bractwa dołączają Sam i Alex, ale na jedną z nich chip nie działa. Okazało się, że Alex prysnęła się dezodorantem blokującym fale radiowe i chip na nią nie zadziałał. Rozdeptuje broszkę Sam, która odzyskuje świadomość. Razem odsyłają członkinie PEP i ostatecznie Sam rozprawia się z Muffy.
- Odc. 112: Nadja (i jej zawodniczki) – wysportowana trenerka zawodniczek z Rumunii. Włamała się do zoo i wykradła małpie DNA. Następnie wstrzykiwała je swoim zawodniczkom, by były zwinniejsze i wygrywały wszystkie konkursy.
- Odc. 120: Panna Wesołe Paluszki i Jazzowa Rączka – W tym odcinku Sam dziwnie się zachowywała, co spowodowało, że Clover i Alex zaczęły podejrzewać, że Sam przeszła na złą stronę. Później okazało się, że Sam szpiegowała przestępcę zwanego Jazzową Rączką.
- Odc. 121: Jazzowa Rączka – Próbował stworzyć świat pantomimy zamieniając mieszkańców Beverly Hills w swoich poddanych. Lecz za sprawą swoich pantomimicznych sztuczek uwięził sam siebie.
- Odc. 129–130: Pan X – Gdy Jerry postanowił przejść na emeryturę podszyła się pod Pana X i miała przejąć agencję. Stała się zła poprzez wypicie nieudanego eksperymentu Jerry’ego.
- Odc. 131–150: Telly Procesor – Bozette Błazenek, Cosmos
- Odc. 151: Manny Ostry Pazur, Yves Mont Blanc i Violetta Vanderfleet
- Odc. 152–154: Shelly-Fanka
- Odc. 155–156: pan August

## Przegląd sezonów
| Seria | Seria | Odcinki      | Pierwsza emisja telewizyjna | Pierwsza emisja telewizyjna | Pierwsza emisja telewizyjna | Pierwsza emisja telewizyjna | Pierwsza emisja telewizyjna |
| Seria | Seria | Odcinki      | Premiera serii              | Finał serii                 | Premiera serii              | Finał serii                 | Dystrybucja                 |
| ----- | ----- | ------------ | --------------------------- | --------------------------- | --------------------------- | --------------------------- | --------------------------- |
|       | 1.    | 1–26 (26)    | 3 listopada 2001 (USA/FRA)  | 15 czerwca 2002 (USA/FRA)   | 2 września 2002             | brak danych                 | Fox Kids                    |
|       | 2.    | 27–52 (26)   | 7 kwietnia 2003 (CAN)       | 6 lipca 2003 (CAN)          | 6 października 2003         | brak danych                 | Fox Kids                    |
|       | 3.    | 53–78 (26)   | 12 września 2004 (CAN)      | 1 maja 2005 (CAN)           | 21 marca 2005               | brak danych                 | Jetix                       |
|       | 4.    | 79–104 (26)  | 13 marca 2006 (CAN)         | 1 lutego 2007 (CAN)         | 10 lipca 2006               | 7 maja 2007                 | Jetix                       |
|       | 5.    | 105–130 (26) | 31 sierpnia 2007 (CAN)      | 10 lutego 2008 (FRA)        | 5 listopada 2007            | 20 lutego 2008              | Jetix                       |
|       | Film  | Film         | 22 lipca 2009 (FRA)         | 22 lipca 2009 (FRA)         | 5 października 2014         | 5 października 2014         | Nickelodeon                 |
|       | 6.    | 131–156 (26) | 19 czerwca 2013 (FRA)       | 3 października 2013 (FRA)   | 6 października 2013         | 11 listopada 2013           | Nickelodeon                 |
|       | 7.    | 157–182 (26) | 12 maja 2024 (Francja)      | bd.                         | 25 listopada 2024           | 24 czerwca 2025             | Cartoon Network             |

## Lista odcinków
| N/o                        | Polski tytuł                         | Angielski tytuł                   |
| -------------------------- | ------------------------------------ | --------------------------------- |
|                            |                                      |                                   |
| SERIA PIERWSZA             |                                      |                                   |
|                            |                                      |                                   |
| 001                        | Muzyczna misja                       | A Thing For Musicians             |
|                            |                                      |                                   |
| 002                        | Jednodniowa królowa                  | Queen for a Day                   |
|                            |                                      |                                   |
| 003                        | Nowy Jerry                           | The New Jerry                     |
|                            |                                      |                                   |
| 004                        | Wakacyjny sprawdzian                 | Get Away                          |
|                            |                                      |                                   |
| 005                        | Połykacz pamięci                     | The Eraser                        |
|                            |                                      |                                   |
| 006                        | Średniowieczna pułapka               | Stuck in ihe Middle Ages with You |
|                            |                                      |                                   |
| 007                        | Porwanie                             | Abductions                        |
|                            |                                      |                                   |
| 008                        | Niebezpieczna zabawa                 | Child’s Play                      |
|                            |                                      |                                   |
| 009                        | Włamywaczki                          | The Fugitives                     |
|                            |                                      |                                   |
| 010                        | Modelki na zamówienie                | Model Cityzens                    |
|                            |                                      |                                   |
| 011                        | Gladiatorki                          | Spy Gladiators                    |
|                            |                                      |                                   |
| 012                        | Potwór z Krzemowej Doliny            | Silicon Valley Girls              |
|                            |                                      |                                   |
| 013                        | Ciasteczka szczęścia                 | Passion Patties                   |
|                            |                                      |                                   |
| 014                        | Mały problem                         | Shrinking                         |
|                            |                                      |                                   |
| 015                        | Obcy                                 | Aliens                            |
|                            |                                      |                                   |
| 016                        | Bestie na wybiegu                    | Wild Style                        |
|                            |                                      |                                   |
| 017                        | Konkurentki                          | The Black Widows                  |
|                            |                                      |                                   |
| 018                        | Wielbiciel spod ciemnej gwiazdy      | Evil Boyfriend                    |
|                            |                                      |                                   |
| 019                        | Wirtualna rozgrywka                  | Game Girls                        |
|                            |                                      |                                   |
| 020                        | Szpiegowski pojedynek                | Spies vs. Spies                   |
|                            |                                      |                                   |
| 021                        | Nie wierzcie w czary                 | Do You Believe in Magic?          |
|                            |                                      |                                   |
| 022                        | Szalone zakupy                       | Malled                            |
|                            |                                      |                                   |
| 023                        | Młodzieńczy duch                     | Soul Collector                    |
|                            |                                      |                                   |
| 024                        | Roboty górą                          | Man or Machine                    |
|                            |                                      |                                   |
| 025                        | Król Śniegu                          | Ice Man Cometh                    |
|                            |                                      |                                   |
| 026                        | Gwiazdy na plan (część 1)            | A Spy is Born                     |
|                            |                                      |                                   |
| SERIA DRUGA                |                                      |                                   |
|                            |                                      |                                   |
| 027                        | Narodziny szpiega (część 2)          | A Spy is Born, Part II            |
|                            |                                      |                                   |
| 028                        | Pustynna misja                       | I Want My Mummy                   |
|                            |                                      |                                   |
| 029                        | Wielki obciach                       | Evil Hair Salon                   |
|                            |                                      |                                   |
| 030                        | Lekcja anatomii                      | The Yuck Factor                   |
|                            |                                      |                                   |
| 031                        | Sport to zdrowie                     | It’s How You Play the Game        |
|                            |                                      |                                   |
| 032                        | W palącym słońcu                     | Here Comes the Sun                |
|                            |                                      |                                   |
| 033                        | Miłosne opętanie                     | Green with N.V.                   |
|                            |                                      |                                   |
| 034                        | Koncertowa misja                     | Boy Bands Will Be Boy Bands       |
|                            |                                      |                                   |
| 035                        | Wielka fala                          | I Dude                            |
|                            |                                      |                                   |
| 036                        | Dzień Matki                          | Mommies Dearest                   |
|                            |                                      |                                   |
| 037                        | Telemania                            | Zooney World                      |
|                            |                                      |                                   |
| 038                        | Prezydencki rozkaz                   | First Brat                        |
|                            |                                      |                                   |
| 039                        | Wojowniczki                          | W.O.W.                            |
|                            |                                      |                                   |
| 040                        | Technoparty                          | Start Raving Mad                  |
|                            |                                      |                                   |
| 041                        | Gwiazdy serialu                      | Starstruck                        |
|                            |                                      |                                   |
| 042                        | Konkurenci                           | S.P.I.                            |
|                            |                                      |                                   |
| 043                        | Świat zwierząt                       | Animal World                      |
|                            |                                      |                                   |
| 044                        | Leśny koszmar                        | Nature Nightmare                  |
|                            |                                      |                                   |
| 045                        | Zastępstwo                           | Alex Quits                        |
|                            |                                      |                                   |
| 046                        | W starym ciele nowy duch             | Totally Switched                  |
|                            |                                      |                                   |
| 047                        | Narciarski weekend                   | Ski Trip                          |
|                            |                                      |                                   |
| 048                        | Winda                                | The Elevator                      |
|                            |                                      |                                   |
| 049                        | Randka w ciemno                      | Matchmaker                        |
|                            |                                      |                                   |
| 050                        | Pranie mózgu                         | Brain Drain                       |
|                            |                                      |                                   |
| 051                        | Tajemnicza projektantka              | Fashion Faux Pas                  |
|                            |                                      |                                   |
| 052                        | Inwazja zabawek                      | Toying Around                     |
|                            |                                      |                                   |
| SERIA TRZECIA (Undercover) |                                      |                                   |
|                            |                                      |                                   |
| 053                        | Kłopoty z grawitacją                 | Physics 101 Much?                 |
|                            |                                      |                                   |
| 054                        | Odlotowy cyrk                        | Freaky Circus Much?               |
|                            |                                      |                                   |
| 055                        | Szalony komputerowiec                | Computer Creep Much?              |
|                            |                                      |                                   |
| 056                        | Totalny kosmos                       | Space Much?                       |
|                            |                                      |                                   |
| 057                        | Wielki bałagan                       | Morphing is Soooo 1987            |
|                            |                                      |                                   |
| 058                        | Ostrożnie z kawą                     | Evil Coffee Shop Much?            |
|                            |                                      |                                   |
| 059                        | Podróże w czasie                     | Forward to the Past               |
|                            |                                      |                                   |
| 060                        | Gdzie ci mężczyźni?                  | Planet of the Hunks               |
|                            |                                      |                                   |
| 061                        | Mięczaki górą                        | Super Nerd Much?                  |
|                            |                                      |                                   |
| 062                        | Wielka masa                          | The Incredible Bulk               |
|                            |                                      |                                   |
| 063                        | Zwariowany dentysta                  | Dental? More Like Mental          |
|                            |                                      |                                   |
| 064                        | Ucieczka                             | Escape from WOOHP Island          |
|                            |                                      |                                   |
| 065                        | Wielki talent                        | Scam Camp Much?                   |
|                            |                                      |                                   |
| 066                        | Ciemna strona G.L.A.D.I.S.           | Evil G.L.A.D.I.S. Much?           |
|                            |                                      |                                   |
| 067                        | Superagentka (1)                     | Super Agent Much?                 |
|                            |                                      |                                   |
| 068                        | Niekończący się lot                  | Evil Airlines Much?               |
|                            |                                      |                                   |
| 069                        | Kłopoty z facetami                   | Creepy Crawly Much?               |
|                            |                                      |                                   |
| 070                        | Serum prawdy                         | Truth or Scare                    |
|                            |                                      |                                   |
| 071                        | Feng shui                            | Feng Shui is Like So Passe        |
|                            |                                      |                                   |
| 072                        | Serce nie sługa                      | Evil Valentine’s Day              |
|                            |                                      |                                   |
| 073                        | Halloween                            | Halloween                         |
|                            |                                      |                                   |
| 074                        | Siła jogi                            | Power Yoga Much?                  |
|                            |                                      |                                   |
| 075                        | Powrót do korzeni                    | Head Shrinker Much?               |
|                            |                                      |                                   |
| 076                        | Awans                                | Evil Promotion Much?              |
|                            | Awans                                | Evil Promotion Much?              |
| 077                        | Awans                                | Evil Promotion Much?              |
|                            | Awans                                | Evil Promotion Much?              |
| 078                        | Awans                                | Evil Promotion Much?              |
|                            |                                      |                                   |
| SERIA CZWARTA (Undercover) |                                      |                                   |
|                            |                                      |                                   |
| 079                        | O trzy za dużo                       | The Dream Teens                   |
|                            |                                      |                                   |
| 080                        | Szok przyszłości                     | Futureshock!                      |
|                            |                                      |                                   |
| 081                        | Nie znoszę lat 80.                   | I Hate the Eighties               |
|                            |                                      |                                   |
| 082                        | Miasteczko doskonałe                 | The O.P.                          |
|                            |                                      |                                   |
| 083                        | Zły Jerry                            | Evil Jerry                        |
|                            |                                      |                                   |
| 084                        | Wyszkolona Alex                      | Alex Gets Schooled                |
|                            |                                      |                                   |
| 085                        | Atak wielkiej Mandy                  | Attack of the 50 Ft. Mandy        |
|                            |                                      |                                   |
| 086                        | Rejs                                 | Deja Cruise                       |
|                            |                                      |                                   |
| 087                        | Admirał Arnold                       | Arnold the Great                  |
|                            |                                      |                                   |
| 088                        | Agent 0067                           | 0067                              |
|                            |                                      |                                   |
| 089                        | Mimuj swojego interesu               | Mime Your Own Business            |
|                            |                                      |                                   |
| 090                        | Manicurowa mania                     | Mani-Maniac Much?                 |
|                            |                                      |                                   |
| 091                        | Zabójcze bukiety                     | Evil Bouquets Are Sooo Passe...   |
|                            |                                      |                                   |
| 092                        | Pieniądze szczęścia nie dają         | Evil Heiress Much?                |
|                            |                                      |                                   |
| 093                        | Lodowa zemsta                        | Evil Ice Cream Man Much?          |
|                            |                                      |                                   |
| 094                        | Cheerleaderki                        | Sis-KaBOOM-Bah!                   |
|                            |                                      |                                   |
| 095                        | Uroda rzecz nietrwała                | Beauty is Skin Deep               |
|                            |                                      |                                   |
| 096                        | Do agentek niepodobne                | So Totally Not Spies              |
|                            | Do agentek niepodobne                | So Totally Not Spies              |
| 097                        | Do agentek niepodobne                | So Totally Not Spies              |
|                            |                                      |                                   |
| 098                        | Przestępca z klasą                   | The Suavest Spy                   |
|                            |                                      |                                   |
| 099                        | Agencyjna piłka                      | Spy Soccer                        |
|                            |                                      |                                   |
| 100                        | Wiejska misja                        | Spies on the Farm                 |
|                            |                                      |                                   |
| 101                        | Agentki w kosmosie                   | Spies in Space                    |
|                            |                                      |                                   |
| 102                        | Totalnie zdemaskowane                | Totally Busted!                   |
|                            | Totalnie zdemaskowane                | Totally Busted!                   |
| 103                        | Totalnie zdemaskowane                | Totally Busted!                   |
|                            | Totalnie zdemaskowane                | Totally Busted!                   |
| 104                        | Totalnie zdemaskowane                | Totally Busted!                   |
|                            |                                      |                                   |
| SERIA PIĄTA (Undercover)   |                                      |                                   |
|                            |                                      |                                   |
| 105                        | Odwołany koniec szkoły               | Evil Graduation                   |
|                            |                                      |                                   |
| 106                        | Współlokator z piekła rodem          | Evil Roommate                     |
|                            |                                      |                                   |
| 107                        | Szpieg nieudacznik                   | Evil Professor                    |
|                            |                                      |                                   |
| 108                        | Babcia                               | The Granny                        |
|                            |                                      |                                   |
| 109                        | Kolejny miłosny zawód                | Another Evil Boyfriend            |
|                            |                                      |                                   |
| 110                        | Powrót Geraldine                     | Return of Geraldine               |
|                            |                                      |                                   |
| 111                        | Bractwo zła                          | Evil Sorority                     |
|                            |                                      |                                   |
| 112                        | Małpie figle                         | Evil Gymnasts                     |
|                            |                                      |                                   |
| 113                        | Najlepsza pizza świata               | Evil Pizza Guys                   |
|                            |                                      |                                   |
| 114                        | Niebezpieczny świat mody             | Evil Shoe Designer                |
|                            |                                      |                                   |
| 115                        | Wirtualny przeciwnik                 | Virtual Stranger                  |
|                            |                                      |                                   |
| 116                        | Morderczy trening                    | WOOHPersize Me!                   |
|                            |                                      |                                   |
| 117                        | Podwodny hotel                       | Evil Hotel                        |
|                            |                                      |                                   |
| 118                        | Totalna zagadka                      | Totally Mystery Much?             |
|                            |                                      |                                   |
| 119                        | Złowrogie sushi                      | Evil Sushi Chef                   |
|                            |                                      |                                   |
| 120                        | Kryptonim: Wesołe Paluszki           | Miss Spirit Fingers               |
|                            |                                      |                                   |
| 121                        | Świat pantomimy                      | Mime World                        |
|                            |                                      |                                   |
| 122                        | Niebezpieczna maskotka               | Evil Mascot                       |
|                            |                                      |                                   |
| 123                        | Przedstawienie musi trwać            | The Show Must Go On... Or Else    |
|                            |                                      |                                   |
| 124                        | Od zera do bohatera                  | Zero to Hero                      |
|                            |                                      |                                   |
| 125                        | Superagentka (2)                     | WOOHP-tastic                      |
|                            |                                      |                                   |
| 126                        | Totalne zakupy                       | So Totally Not Groove-Y           |
|                            |                                      |                                   |
| 127                        | Śnieżny Mikołaj                      | Ho-ho-ho-no!                      |
|                            |                                      |                                   |
| 128                        | Totalny bałagan                      | Totally Icky                      |
|                            |                                      |                                   |
| 129                        | Totalny koniec                       | Totally Dunzo                     |
|                            | Totalny koniec                       | Totally Dunzo                     |
| 130                        | Totalny koniec                       | Totally Dunzo                     |
|                            |                                      |                                   |
| FILM                       |                                      |                                   |
|                            |                                      |                                   |
| F1                         | Odlotowe agentki: Film               | Totally Spies! The Movie          |
|                            |                                      |                                   |
| SERIA SZÓSTA               |                                      |                                   |
|                            |                                      |                                   |
| 131                        | Portal antyspołecznościowy           | The Anti-Social Network           |
|                            |                                      |                                   |
| 132                        | Dziewięć żywotów                     | Nine Lives                        |
|                            |                                      |                                   |
| 133                        | Wciągająca gra                       | Vide-o-no!                        |
|                            |                                      |                                   |
| 134                        | Wielka impreza taneczna              | Super Mega Dance Party Yo!        |
|                            |                                      |                                   |
| 135                        | Kłopoty na pokazie                   | Pageant Problems                  |
|                            |                                      |                                   |
| 136                        | Zemsta po latach                     | Grabbing the Bully by the Horns   |
|                            |                                      |                                   |
| 137                        | Chaos na weselu                      | The Wedding Crasher               |
|                            |                                      |                                   |
| 138                        | Podmiana gwiazd                      | Celebrity Swipe!                  |
|                            |                                      |                                   |
| 139                        | Wytwórnia Bardzo Słodkich Ciasteczek | Super Sweet Cupcake Company       |
|                            |                                      |                                   |
| 140                        | Zmierzch świtu                       | The Dusk of Dawn                  |
|                            |                                      |                                   |
| 141                        | Porachunki na wystawie psów          | Dog Show Showdown                 |
|                            |                                      |                                   |
| 142                        | Laleczki Mandy                       | Mandy Doll Mania!                 |
|                            |                                      |                                   |
| 143                        | Mściwa łyżwiarka                     | Evil Ice Skater                   |
|                            |                                      |                                   |
| 144                        | Dekoratorka                          | Inferior Designer!                |
|                            |                                      |                                   |
| 145                        | Szpiegowski rejs                     | WOOHP-Ahoy!                       |
|                            |                                      |                                   |
| 146                        | Drugie oblicze Trenta                | Trent Goes Wild                   |
|                            |                                      |                                   |
| 147                        | Kajtek                               | Little Dude                       |
|                            |                                      |                                   |
| 148                        | W starym ciele nowy duch, ponownie   | Totally Switched Again            |
|                            |                                      |                                   |
| 149                        | Miasto klaunów                       | Clowning Around!                  |
|                            |                                      |                                   |
| 150                        | Horoskopy                            | Astro-Not                         |
|                            |                                      |                                   |
| 151                        | Wyspa złoczyńców                     | Baddies on a Blimp                |
|                            |                                      |                                   |
| 152                        | Dzikie pędy                          | Jungle Boogie                     |
|                            |                                      |                                   |
| 153                        | Telewizja Groza                      | Danger TV                         |
|                            |                                      |                                   |
| 154                        | Solowa misja                         | Solo Spies                        |
|                            |                                      |                                   |
| 155                        | Wersal                               | So Totally Versailles!            |
|                            | Wersal                               | So Totally Versailles!            |
| 156                        | Wersal                               | So Totally Versailles!            |
|                            |                                      |                                   |
| SERIA SIÓDMA               |                                      |                                   |
|                            |                                      |                                   |
| 157                        | Frankenpanda                         | Frankenpanda                      |
|                            |                                      |                                   |
| 158                        | Ale fleja!                           | It Takes a Slob                   |
|                            |                                      |                                   |
| 159                        | Totalny talent                       | Totally Talented                  |
|                            |                                      |                                   |
| 160                        | Łapacz Podłych Pełzających Potworów  | Creepy Crawly Creature Catcher    |
|                            |                                      |                                   |
| 161                        | Totalnie vintage                     | Totally Vintage                   |
|                            |                                      |                                   |
| 162                        | To tylko test                        | It's Totally a Test               |
|                            |                                      |                                   |
| 163                        | Totalne trollowanie?                 | Totally Trolling, Much?           |
|                            |                                      |                                   |
| 164                        | Księżycowy ser                       | Mega Moon Cheese                  |
|                            |                                      |                                   |
| 165                        | Jaki znowu mamut?                    | What Woolly Mammoth               |
|                            |                                      |                                   |
| 166                        | Dahu?                                | The Dah-Who                       |
|                            |                                      |                                   |
| 167                        | Kocie kłopoty                        | Totally Pawsome                   |
|                            |                                      |                                   |
| 168                        | Agentki w służbie zła                | Undercover Supervillains          |
|                            |                                      |                                   |
| 169                        | Akcja symulacja                      | Over-Simulated                    |
|                            |                                      |                                   |
| 170                        | Tajemnica w Transporter Ekspresie    | Mystery on the WOOHP Express      |
|                            |                                      |                                   |
| 171                        | Dzika natura                         | The Wild Life                     |
|                            |                                      |                                   |
| 172                        | Smrodkodrama                         | Stink-O-Rama                      |
|                            |                                      |                                   |
| 173                        | Dyniowa demolka                      | Pumpkin Particle Peril            |
|                            |                                      |                                   |
| 174                        | Głębia problemów                     | Something’s Fishy                 |
|                            |                                      |                                   |
| 175                        | Na wieki                             | Forever Lip-Tastic                |
|                            |                                      |                                   |
| 176                        | Złowrogie zabawki                    | Terrible Toddler Toys             |
|                            |                                      |                                   |
| 177                        | Megasystem Mandy                     | Mandy’s Mind-Blowing Mainframe    |
|                            |                                      |                                   |
| 178                        | Pieski dzień                         | A Dog Gone Day                    |
|                            |                                      |                                   |
| 179                        | Agentka Glitterstar                  | GlitterSpy                        |
|                            |                                      |                                   |
| 180                        | Złote czasy                          | Oldies and Goodies                |
|                            |                                      |                                   |
| 181                        | Uwięzione                            | Locked in Space                   |
|                            |                                      |                                   |
| 182                        | Cyberpara                            | Cyber Sweetheart                  |
|                            |                                      |                                   |

## Wersja polska

### Sezony 1–5
Opracowanie: na zlecenie Fox Kids / Jetix IZ-Text Katowice

Udźwiękowienie: Supra Film (odc. 1-78)

Tekst polski:
- Patrycja Przybysz (odc. 1-4, 6),
- Agnieszka Paltuchowicz (odc. 5),
- Wojciech Dyczewski (odc. 7-48, 118-130),
- Wioletta Rutkowska (odc. 49-52),
- Agnieszka Klucznik (odc. 76-78),
- Natalia Bartkowska (odc. 105-117)

Redakcja: Wojciech Zamorski (odc. 27-52)

Dźwięk:
- Michał Kuczera (odc. 1-78),
- Iwo Dowsilas i Grzegorz Grocholski (odc. 105-130)

Montaż: Iwo Dowsilas i Grzegorz Grocholski (odc. 105-130)

Reżyseria:
- Ireneusz Załóg (odc. 105-117),
- Dariusz Stach (odc. 118-130)

W polskiej wersji wystąpili m.in.:
- Krystyna Wiśniewska – Clover
- Anna Rusek – Alex
- Anita Sajnóg – Sam
- Wisława Świątek – Mandy
- Grzegorz Przybył – Jerry
- Ireneusz Załóg – lektor

Postaciom drugoplanowym głosów użyczyli również: Mirosław Neinert, Dariusz Stach, Wiesław Sławik, Ryszarda Celińska, Izabella Malik, Tomasz Śliwiński, Agnieszka Wajs, Agnieszka Kwietniewska, Krzysztof Korzeniowski, Piotr Polak, Magdalena Korczyńska, Ziemowit Pędziwiatr, Wiesław Kupczak, Katarzyna Wysłucha, Tomasz Zaród, Zbigniew Wróbel, Robert Talarczyk, Dariusz Niebudek i Agnieszka Uchrońska.

### Sezon 6
Wersja polska: na zlecenie Nickelodeon Polska – Master Film

Reżyseria: Agata Gawrońska-Bauman

Dialogi: Magdalena Dwojak

Dźwięk i montaż: Jacek Osławski

Kierownictwo produkcji: Romuald Cieślak

Tekst piosenki: Andrzej Brzeski

Piosenkę śpiewały: Magdalena Tul i Katarzyna Łaska

Opracowanie muzyczne: Piotr Gogol

Nadzór merytoryczny: Katarzyna Dryńska

W polskiej wersji wystąpili m.in.:
- Małgorzata Szymańska – Alex
- Monika Pikuła – Sam
- Julia Kołakowska-Bytner – Clover
- Wojciech Paszkowski – Jerry
- Katarzyna Łaska – Mandy
- Adam Bauman – lektor

Postaciom drugoplanowym głosów użyczyli również m.in.: Adam Pluciński, Krzysztof Szczerbiński, Paweł Ciołkosz, Przemysław Stippa, Izabella Bukowska-Chądzyńska, Anna Gajewska, Michał Podsiadło, Rafał Fudalej, Grzegorz Kwiecień, Agata Gawrońska-Bauman, Marta Dobecka, Monika Wierzbicka, Józef Pawłowski, Joanna Kudelska, Janusz Zadura, Krystyna Kozanecka, Przemysław Wyszyński, Ilona Kuśmierska, Robert Jarociński, Elżbieta Kijowska, Janusz Wituch, Jacek Król, Jakub Szydłowski, Włodzimierz Press, Jolanta Wołłejko, Otar Saralidze, Agnieszka Głowacka, Waldemar Barwiński, Barbara Kałużna, Katarzyna Tatarak, Jan Piotrowski, Paweł Szczesny i Paulina Komenda.

### Sezon 7
Wersja polska: Iyuno Polska

Reżyseria: Agata Gawrońska-Bauman

Dialogi: Anna Wysocka

Kierownictwo muzyczne: Krzysztof Jaworski

Tekst piosenki: Anna Wysocka

Piosenkę śpiewały: Natalia Kujawa i Małgorzata Nakonieczna

Kierownictwo produkcji: Mikołaj Groń

W polskiej wersji wystąpili m.in.:
- Małgorzata Szymańska – Alex
- Monika Pikuła – Sam
- Julia Kołakowska-Bytner – Clover
- Marta Markowicz-Dziarkowska – Zerlina Lewis
- Krzysztof Cybiński – Jerry Lewis
- Katarzyna Łaska – Mandy
- Damian Kulec – Toby
- Magdalena Herman-Urbańska – Glitterstar

## Media
Gry PC:
- Odlotowe agentki!: Bagienny potwór
- Odlotowe agentki!: Odlotowa impreza (ang. Totally Spies! Totally Party)
- Odlotowe agentki!: Atak dziwadeł

Książki:
- Muzyczna Misja
- Świat zwierząt
- Konkurenci
- Ciasteczka szczęścia

## Magazyn
- Pierwszy numer magazynu wydany został w 2006 przez Media Service Zawada sp. z o.o.